# Çardaklı, Hasankeyf
Çardaklı là một xã thuộc huyện Hasankeyf, tỉnh Batman, Thổ Nhĩ Kỳ. Dân số thời điểm năm 2011 là 119 người.